# 653
653(육백오십삼)은 652보다 크고 654보다 작은 자연수다.

## 수학
- 119번째 소수다. 앞의 소수는 647, 다음 소수는 659다.
  - 29번째 소피 제르맹 소수다. 앞의 소피 제르맹 소수는 641, 다음은 659다.
- 피타고라스 삼조의 빗변의 길이이다. ({\displaystyle 315^{2}+572^{2}=653^{2}})[a]

## 과학
- NGC 653(독일어판, 프랑스어판): 안드로메다자리 방향에 있는 나선은하.

## 교통
- 유럽 고속도로 653호선(영어판): 헝가리 레테네(영어판)에서 슬로베니아 마리보르까지 이어지는 유럽 고속도로.

## 문화유산
- 대한민국의 보물 제653호: 자수 사계분경도

## 기타
- 연도: 653년, 기원전 653년